# Queniborough
Queniborough est un village du district de Charnwood dans le Leicestershire, en Angleterre.